# Безперчий Дмитро Іванович
Дмитро́ Іва́нович Безпе́рчий (Бесперчий, Бесперчи; 30 жовтня 1825, Борисовка — 30 вересня 1913, Харків) — український художник і педагог.

## Життєпис
Народився 18 [30] жовтня 1825 року в слободі Борисовці Курської губернії Російської імперії (нині селище міського типу Борисовського району Бєлгородської області, Російська Федерація). Був кріпаком графа Дмитра Шереметьєва. Художньої майстерності спочатку навчався у свого батька Івана Андрійовича. З 1841 року був вільним слухачем Імператорської академії мистецтв у Санкт-Петербурзі. З 1843 року навчався у Карла Брюллова. 1846 року отримав звання некласного художника історичного і портретного живопису.  Слід вважати, що у 1845 році Безперчий знайомиться з Тарасом Шевченком, який брав уроки майстерності у Брюллова.
Протягом 1846—1850 років викладав малювання у Ніжинському ліцеї; у 1850—1900 роках — в реальному училищі і середніх школах Харкова (2-й та 3-й гімназіях), зокрема у 1860–1870-х роках у малювальній школі Марії Раєвської-Іванової. Серед учнів: Євген Агафонов, Олексій Бекетов, Володимир Беклемішев, Сергій Васильківський, Генріх Семирадський, Петро Левченко, Михайло Ткаченко, Олександр Шевченко, Костянтин Первухін, Володимир Татлін, Микола Сумцов.
У грудні 1886 року з учнями брав активну участь у відкритті Харківського міського художньо-промислового музею. На початку 90-х років ХХ сторіччя Безперчий втрачує дружину Ольгу Григорівну та улюблену доньку Марію. У 1894 році  Дмитро Іванович  долучався до написання статуту художньої школи Раєвської-Іванової М.Д. 1896 року нечисленна художня та гімназійна громада відсвяткувала 50- річчя творчої та педагогічної діяльності персоналії. 
Наприкінці серпня 1900 року Д.І. Безперчий вийшов у відставку.  За даними Парамонова А. мешкав художник на вулиці Садовій, будівля не збереглася. Помер в Харкові 17 [30] вересня 1913 року. Похований в Харкові на Іоанно-Усікновенському кладовищі поруч із дружиною, яка залишила його ще  до 1895-го.
Некрологи та спогади про учителя опублікували  Сумцов М.Ф. в газеті "Южный край" та Семирадський Г. у газеті "Утро".

## Творчість

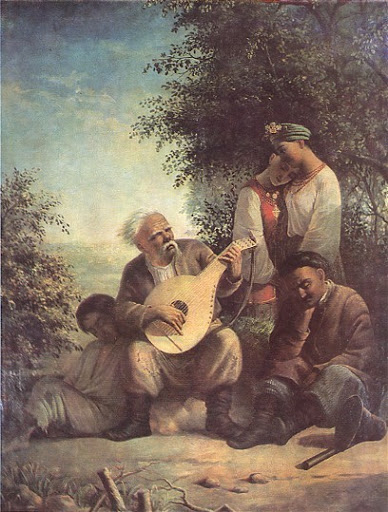
«Бандурист».

Найактивніший період творчості — 1850-ті роки. В цей працював олійними фарбами та часто аквареллю. Чудово володів олівцем, виконував малюнки темперою, тушшю, сепією.  Відомий своїми пейзажами, натюрмортами, а згодом і портретами. У 1860–1890-х працював в жанрі релігійного живопису, розписував храми в селах Слобідської України, Криму. Найбільш відомий розпис церкви при Харківській малювальній школі.
У 1848 митець задумав серію малюнків до поеми Тараса Шевченка «Гайдамаки» (зберігся лише начерк). Вплив поезії Шевченка помітний і у жанрових творах художника. Серед робіт:
- «Автопортрет» (1846; Харківський художній музей);
- «Сватання на Гончарівці»;
- «Сільський пейзаж» (1956);
- «З поля» (1859—1860; Харківський художній музей);
- «Бандурист» (1860-ті, Сумський художній музей; другий варіант та акварель — 1860, Національний художній музей України у Києві).

Види палацу «Альгамбра» в Алупці, садиби «Ольшани» в Лебединському повіті, села Кочетка поблизу Чугуєва мають етнографічну цінність.
Працював над ілюстраціями до «Мертвих душ» Миколи Гоголя («Собакевич», «Чічіков у Бегрищева»), до творів Олександра Пушкіна, Михайла Лермонтова. Тяжів до творчості передвижників, відвідував з учнями їх  виставки у Харкові.  
1913 року друга дружина Безперчого передала значну частку його картин до Університетського музею образотворчого мистецтва у Харкові. За часів ІІ Світової війни багато картин персоналії було втрачено.  
Життя та діяльність Д.І. Безперчого аналізуються  у книгах Антоновича Д.В. ( до 100 річчя з народження персоналії), Чернової М.В. ( до 50 річчя зі смерті) та у публікації І. Можейко 2020 року до 195 річниці з дня народження персоналії.
Ім'я Безперчого носять вулиця,  провулок та в'їзд у Слобідському районі Харкова.